# Avontuur in Suriname
Avontuur in Suriname is een spionageroman van auteur Gérard de Villiers en het 71e deel uit de S.A.S.-reeks met als protagonist de Oostenrijkse prins en freelance CIA-agent Malko Linge.

## Het verhaal
In de voormalige Nederlandse kolonie Suriname vindt in 1982 een staatsgreep plaats waarbij de oppositie op bloedige wijze wordt uitgeschakeld waardoor veel Surinamers op de vlucht slaan naar Nederland.
De enige serieuze opponent is een voormalig wapenbroeder van de nieuwe dictator maar deze zit gevangen en is veroordeeld tot de doodstraf. De kans op een succesvolle ontsnapping is nagenoeg nihil.
Zelfs voor een ervaren commando-eenheid - spaarzaam uitgerust met hulpmiddelen en beperkte logistieke mogelijkheden, in een vijandig land met nagenoeg geen functionerende communicatiemiddelen - is het vrijwel een onmogelijke opdracht.
Toch stuurt de CIA Malko op zelfmoordmissie naar Suriname.

## Personages
- Malko Linge, Oostenrijkse prins en CIA-agent
- Desi Bouterse

## Waargebeurde feiten
Het fictieve verhaal is gebaseerd op de door Desi Bouterse staatsgreep in 1982 in Suriname. Hierbij werden vele tegenstanders vermoord. De moorden staan heden ten dage bekend als de decembermoorden.

De ligging van Suriname in Zuid-Amerika.

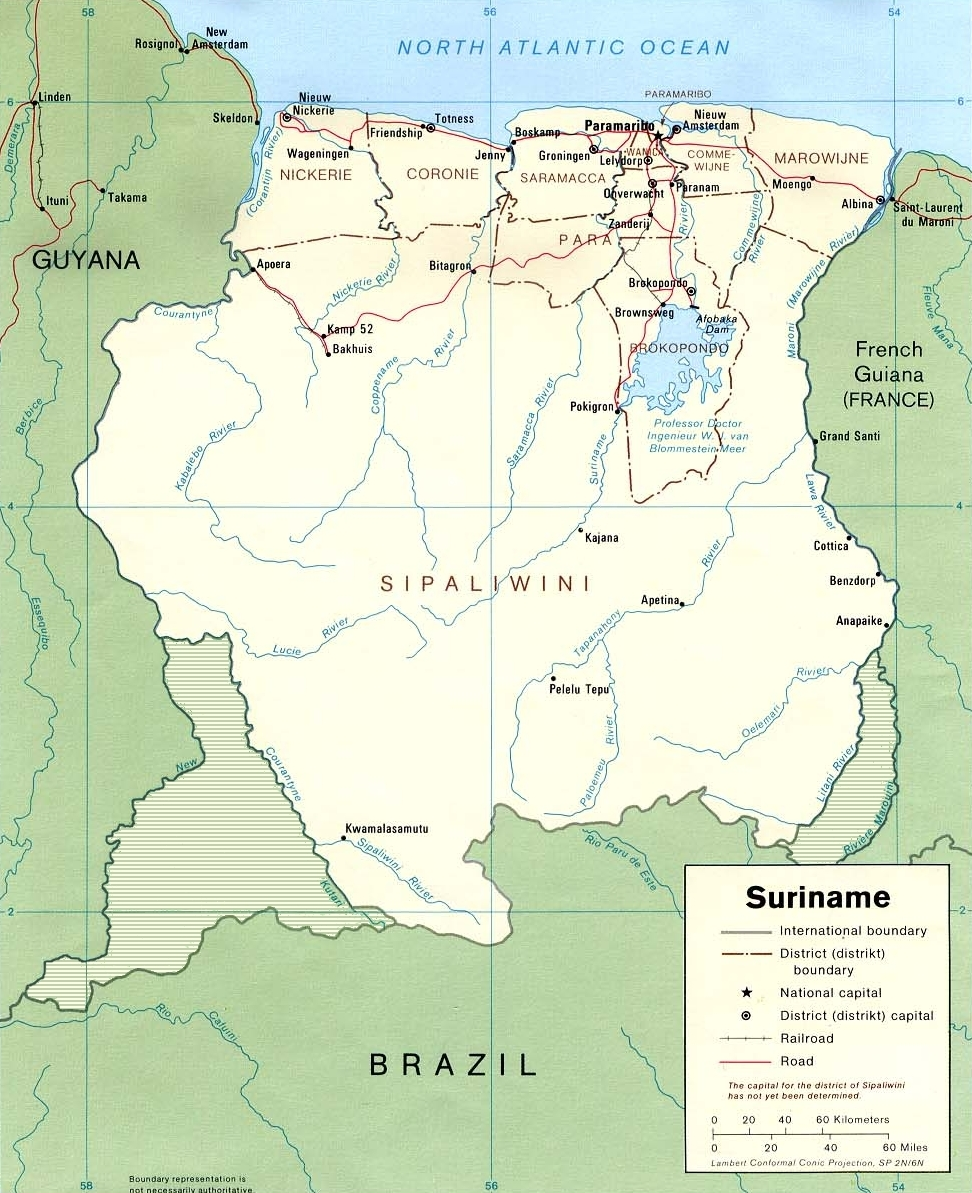
Een overzichtskaart van Suriname.